# Saucisson brioché
Pour les articles homonymes, voir Saucisson (homonymie) et Brioche.
Le saucisson brioché ou saucisson en brioche est une spécialité culinaire de charcuterie pâtissière traditionnelle de la cuisine lyonnaise, à base de saucisson chaud lyonnais cuit à l'étouffée au four dans une pâte à brioche moelleuse dorée, et servi en tranches.

## Histoire
On ne sait pas qui a inventé le saucisson brioché, mais sa création date environ de la fin du Moyen Âge. Cuisine familiale dominicale lyonnaise par excellence, variante du saucisson chaud lyonnais, il peut être truffé ou pistaché, et se mange généralement comme un plat complet, coupé en tranches, sans accompagnement, ou éventuellement avec quelques feuilles de salade vinaigrette.

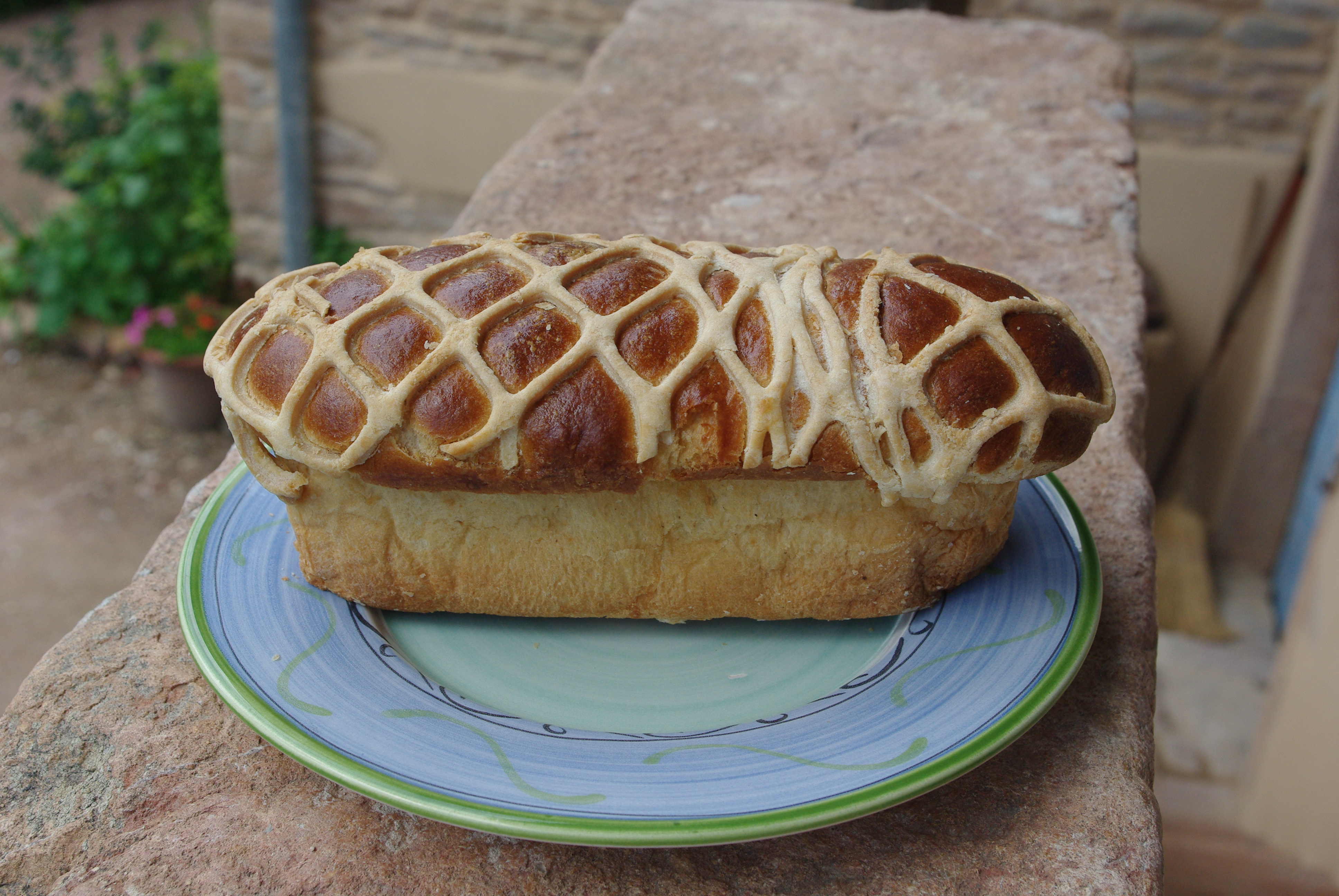
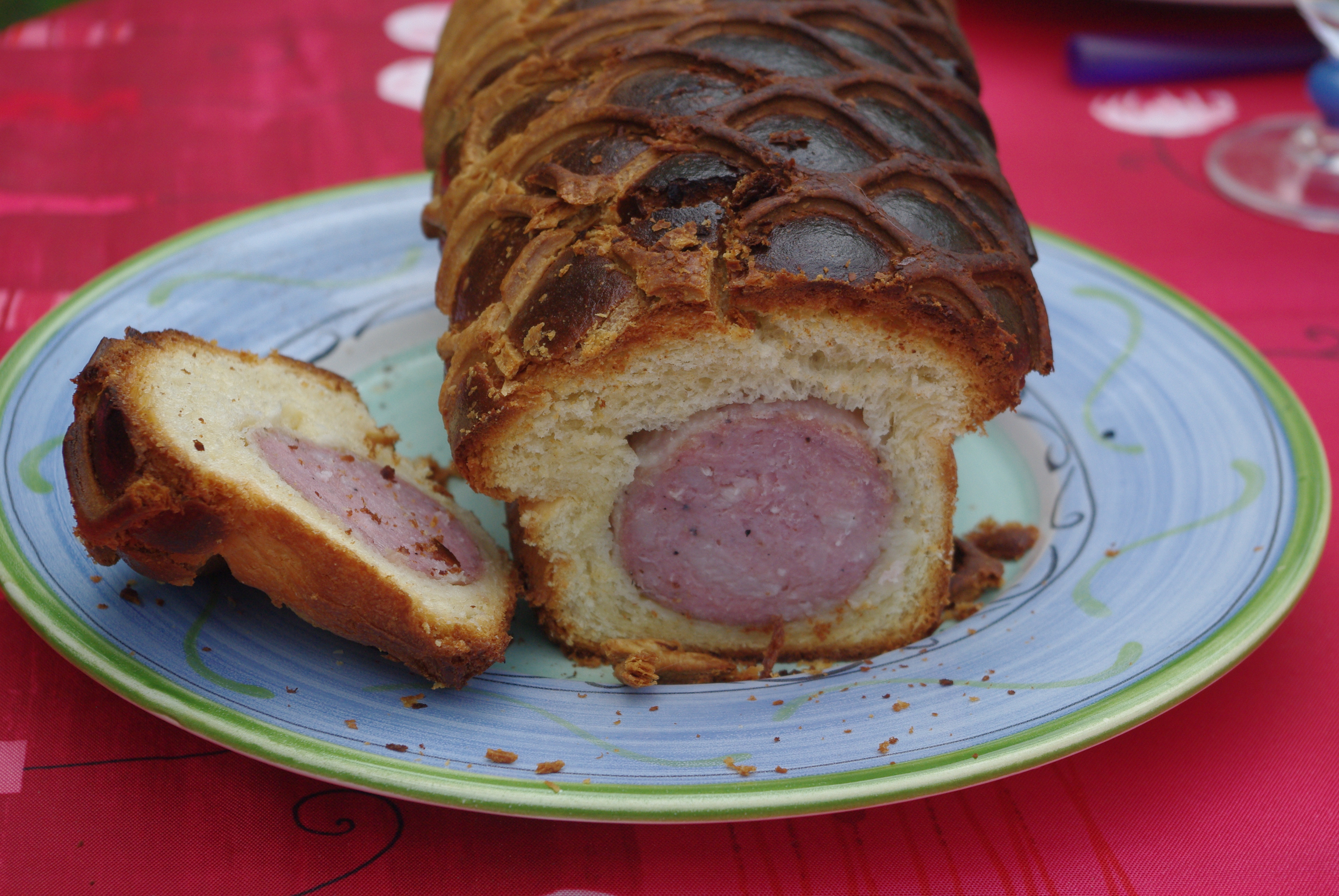
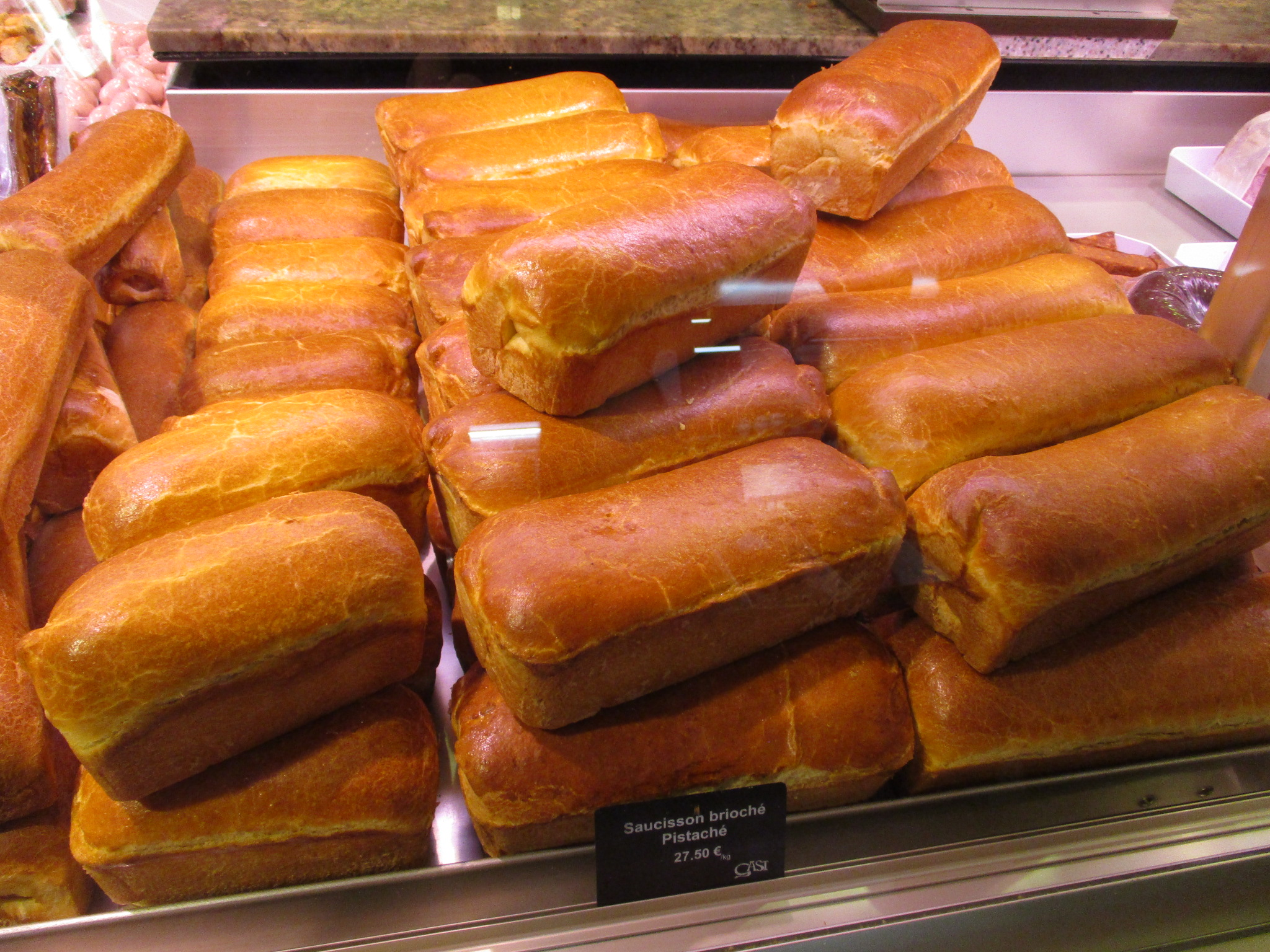
En vitrine aux Halles de Lyon-Paul Bocuse.